# Chris Egli
Chris Egli (* 19. März 1996 in Davos) ist ein Schweizer Eishockeyspieler, der seit seiner Juniorenzeit beim HC Davos aus der Schweizer National League unter Vertrag steht und dort auf der Position des Centers bzw. linken Flügelstürmers spielt.

## Karriere
Egli entstammt einer Eishockeyfamilie, da bereits seine Onkel Andy und Peter Egli zu Beginn der 1990er-Jahre im Kader des HC Davos standen. Chris Egli durchlief die Nachwuchsstufen beim HCD und schloss daneben im Frühjahr 2016 eine kaufmännische Ausbildung ab. Seinen Einstand für die Bündner in der National League A (NLA) gab der Stürmer Ende Januar 2015 im Spiel gegen den EHC Biel.
Im Oktober 2019 wurde Egli für zwei Monate an den Ligakonkurrenten HC Ambrì-Piotta ausgeliehen. Er kehrte danach aber nach Davos zurück und etablierte sich im Kader. Zum Jahresende 2023 gewann er mit dem HCD die 95. Auflage des traditionsreichen Spengler Cups.

### International
Egli spielte in den Altersklassen U17, U18, U19 und U20 für die Schweizer Nationalmannschaften. An der U20-Junioren-Weltmeisterschaft 2016 sorgte Egli für Schlagzeilen, als er den Schweden William Nylander hart checkte und dieser eine Verletzung davontrug.

## Erfolge und Auszeichnungen
- 2023 Spengler-Cup-Gewinn mit dem HC Davos

## Karrierestatistik
Stand: Ende der Saison 2024/25

### International
Vertrat die Schweiz bei:
- U20-Junioren-Weltmeisterschaft 2016

(Legende zur Spielerstatistik: Sp oder GP = absolvierte Spiele; T oder G = erzielte Tore; V oder A = erzielte Assists; Pkt oder Pts = erzielte Scorerpunkte; SM oder PIM = erhaltene Strafminuten; +/− = Plus/Minus-Bilanz; PP = erzielte Überzahltore; SH = erzielte Unterzahltore; GW = erzielte Siegtore; 1 Play-downs/Relegation; Kursiv: Statistik nicht vollständig)